# Barras de mono

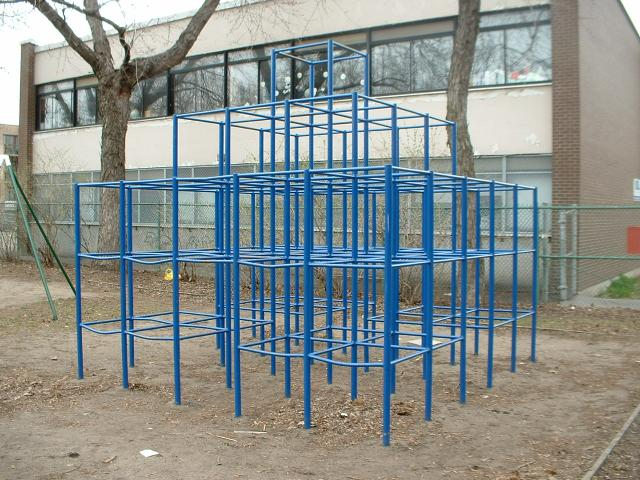
Barras de mono tradicionales

Las barras de mono (a veces llamadas arco, pasamanos o simplemente barras) son un tipo de mobiliario recreativo de parques y jardines compuesto por piezas de metal o cuerdas por el que los niños pueden subir o trepar. El nombre de barras de mono procede de la similitud del juego de los niños con la actividad que ejercen los monos sobre las ramas de los árboles. 

## Historia
Las primeras barras de mono o pasamanos fueron inventadas en 1920 y patentadas por el abogado Sebastian Hinton en Chicago. Fueron vendidas con la marca Junglegym. El término inglés monkey bars (barras de mono) está documentado por primera vez en 1955, aunque la patente inicial de Hinton de 1920 apelaba al instinto del mono para señalar los beneficios de trepar como ejercicio y juego para los niños. El éxito de Hinton, sin embargo, fue permitir a los niños adquirir una comprensión instintiva de los espacios tridimensionales a través de un juego en el que se nombraban los números inscritos en los ejes x, y y z y cada niño intentaba ser el primero en alcanzar la intersección nombrada. 
Para reducir el riesgo de lesiones en las caídas, las áreas de barras de mono cuentan a menudo con una gruesa capa de material plástico sobre el suelo. En Estados Unidos, el National Safety Council recomienda que la altura de dicho suelo alcance al menos las 12 pulgadas (30 cm.)

## Tipos de barras de mono

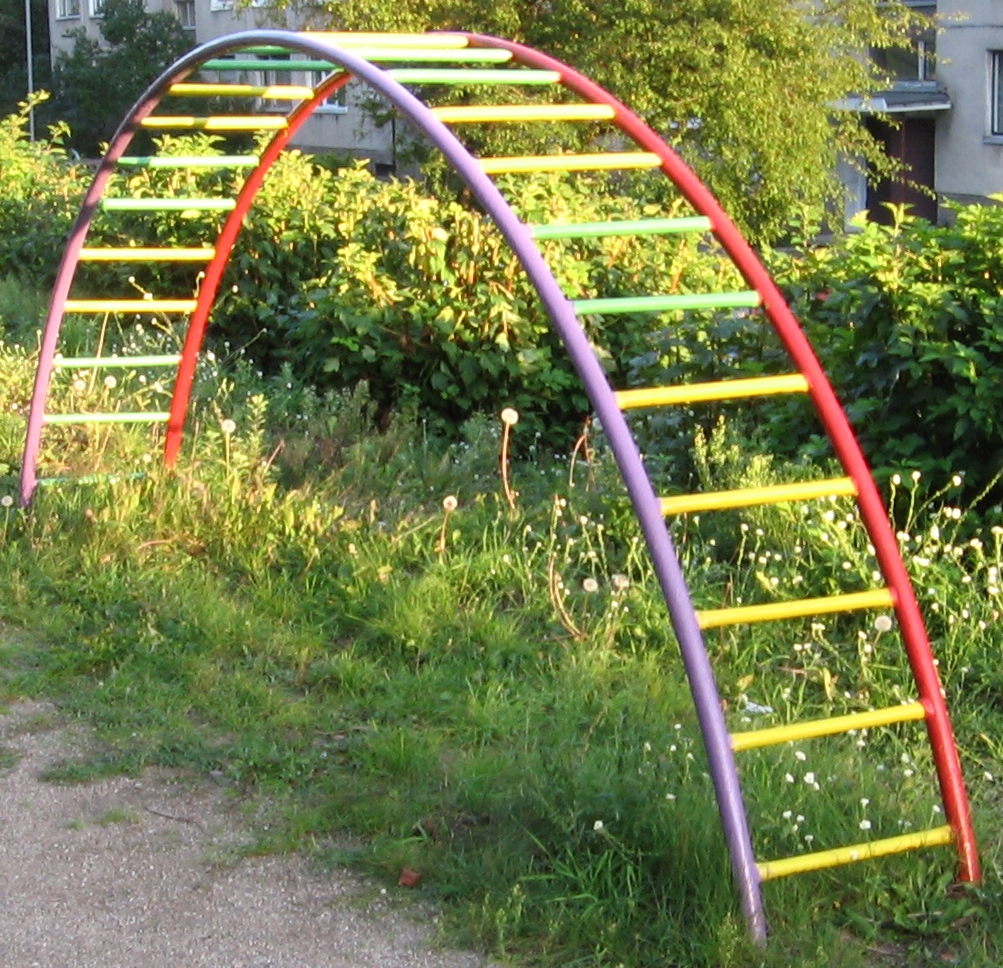
Barras de mono en forma de puente

Un tipo habitual de barras de mono consiste en una fila elevada de barras lo suficientemente alta para que un niño pueda colgarse de ellas pero no tanto como para que pueda causarse lesiones en caso de caída. Un niño puede atravesarla pasando de mano en mano o colgarse boca a bajo. 
Un modelo similar consiste en una estructura semicircular o en forma de puente. Los niños pueden encaramarse a la misma trepando desde el interior o el exterior y luego colgarse de las barras como en el caso anterior. 
Los grandes cubos formados por barras de metal atravesadas fueron comunes en los parques y jardines hace tiempo pero producían heridas a los niños cuando golpeaban sus cabezas contra las mismas al balancearse. Ello podía provocarles moraduras, esguinces e incluso fracturas. Por ello, ahora es más común encontrar estructuras formadas por cuerdas que realizan funciones similares o plataformas de madera con escaleras y barandillas en los laterales. 